# Vocabolario Treccani
Il Vocabolario Treccani è un dizionario della lingua italiana, opera di riferimento edita dall'Istituto dell'Enciclopedia Italiana.

## Redazione
L'opera è stata progettata e diretta, negli anni cinquanta, da Aldo Duro, che ne organizzò la redazione suddividendola nelle varie 
aree disciplinari: 
- Lessico generale;
- Biologia, botanica, zoologia;
- Chimica, etnologia, scienze della terra;
- Medicina e chirurgia;
- Scienze fisiche e matematiche;
- Scienze umane e storia della scienza.

Alle aree disciplinari si affiancavano consulenti per ogni settore. La redazione prevedeva anche un certo numero di redattori dedicati alla "fusione" dei materiali, allo scopo di rendere omogenei i lemmi provenienti dalle diverse aree disciplinari della redazione.
Un altro gruppo di redattori si occupava, in maniera specifica, della selezione del materiale iconografico.

### Edizioni
La prima edizione dell'opera vide la luce editoriale tra il 1986 e il 1994 e comprendeva quattro volumi, uno dei quali diviso in due tomi.
La seconda edizione fu pubblicata nel 1997: constava di cinque volumi con l'aggiunta di un CD-rom.
Una terza edizione è stata pubblicata nel 2008
- AA. VV., Treccani. Dizionario della Lingua Italiana, 2 464 pagine, Giunti TVP, Treccani, 2017, ISBN 978-8809861978.

## Caratteristiche e contenuti
L'opera, divisa in cinque volumi, presenta un totale di 920 172 lemmi, su 5.000 pagine, con un'impostazione da dizionario enciclopedico.
Il corredo iconografico si avvale di 5 000 illustrazioni, di cui 3 000 disegni e 380 tavole fuori testo.

### Corpus linguistico
L'opera dichiara una particolare attenzione ai linguaggi settoriali e tecnico-scientifici e al lessico della lingua parlata. Nella terza edizione, coordinata da Valeria Della Valle, si è incrementato lo spazio dedicato ai nuovi scrittori e agli autori giovani, dalle cui opere sono tratte 2 000 citazioni: tra questi, la redazione segnala i nomi di Eraldo Affinati, Niccolò Ammaniti, Silvia Ballestra, Alessandro Baricco, Giuseppe Culicchia, Andrea De Carlo, Marcello Fois, Carlo Lucarelli, Marco Lodoli, Melania Mazzucco, Michele Mari, Valeria Parrella, Francesco Piccolo, Lidia Ravera, Roberto Saviano, Sandro Veronesi.
Il lemmario annovera al suo interno i neologismi stabilmente accolti nella lingua italiana, mentre le forme più volatili, effimere, o legate all'attualità contingente, sono state destinate a un nuovo separato volume.

## Il Conciso
Del Vocabolario, nel 1998 è stata data alle stampe un'edizione monovolume, il Dizionario della lingua italiana (curato da Raffaele Simone). Il lavoro di sintesi è stato svolto dalla stessa redazione del Vocabolario, e dall'Ufficio redazione unica – Revisione generale (diretto da Pietro Finesi).
Creato nel febbraio 1997 (e sciolto nel gennaio 1999), tale ufficio mirava a revisionare alcune opere dell'istituto: tra cui, oltre al Conciso, l'Appendice 2000 all'Enciclopedia Italiana, il Secondo Supplemento al Lessico Universale dell'italiano, lʼAtlante e lʼUniverso del corpo.

### Contenuti in rete
Il contenuto del vocabolario Treccani (a esclusione delle immagini) è disponibile al sito dell'Istituto dell'Enciclopedia italiana – al pari di altri contenuti enciclopedici, quali il Dizionario biografico degli italiani, l'Enciclopedia federiciana e l'Enciclopedia dei Papi.
Alla versione concisa del vocabolario, inoltre, è possibile accedere mediante le specifiche applicazioni per iPhone e iPad.